# Xie Lingyun
Xie Lingyun (謝靈運T, 谢灵运S, Xiè LíngyùnP, Hsieh4 Ling2-yün4W; 385 – 433) è stato un poeta e filosofo cinese.
Fu uno dei primi grandi poeti della sua nazione, nonché filosofo sincretista che seppe unire elementi del confucianesimo, del taoismo e del Buddismo.

## Biografia
Xie Lingyun nacque in una facoltosa famiglia che aveva dato i natali a eminenti calligrafi, poeti e funzionari di corte. Da piccolo venne affidato al taoista Du Mingshi di Hangzhou, grazie al quale apprese l'arte della calligrafia. Quando suo padre rimase ucciso durante la rivolta capeggiata da Sun En nello Zhejiang e nel Jiangsu, Xie Lingyun fu messo al riparo nella casa di famiglia a Jianye (l'odierna Nanchino), dove frequentò il salotto letterario di suo zio Xie Hun, eminente aristocratico e poeta.
Venne nominato amministratore dell'Ufficio di redazione agli ordini di Liu Yi, leader distintosi nella rivolta contro Huán Xuán, fondatore della dinastia abortita Chu. Dopo una serie di complotti falliti da parte di Liu Yi contro il restauratore della dinastia Jìn Liu Yu, anche Xie Lingyun cadde in disgrazia e venne mandato nello Hubei. Affascinato dal tempio di Dōnglín fondato da Huìyuan sul monte Lu, Xie Lingyun si interessò allo studio del Buddismo.
Dopo l'uccisione di Liu Yi, Xie Lingyun tornò a Jianye al servizio di Liu Yu, dove fu nominato vicedirettore della Biblioteca imperiale. A seguito del rientro del monaco Fǎxiǎn dall'Afghanistan, il quale riferì di aver visto un'immagine gigantesca del Buddha, Huìyuan tentò di riprodurne una copia per il tempio di Dōnglín. L'immagine fu consacrata il 27 maggio 412 d.C. e Xie Lingyun venne invitato a produrre una poesia che intitolò "Iscrizione sull'ombra del Buddha", uno dei suoi primi versi metafisici sopravvissuti.
Con l'avvento della dinastia Liu Song Xie Lingyun perse prestigio e fu declassato all'umile carica di gran guardiano a Yongjia, una città dello Zhejiang di minore importanza. I componimenti da lui scritti in quel periodo testimoniano le difficoltà di un uomo in esilio angosciato e malato, forzato a sostenersi grazie al suo talento e alle sue convinzioni religiose. Durante i due mesi di viaggio verso Yongjia scrisse numerosi componimenti incentrati sulla natura, e al suo arrivo intraprese la fatica filosofica Bienzong Lun ("Sulla distinzione di ciò che è essenziale", 423-430 circa).
Accettò l'invito dell'imperatore Wen Di di dirigere la Biblioteca imperiale. Per diversi anni raccolse documenti, inclusi i principali sutra buddisti; scrisse poesie e dipinse per l'imperatore. Stanco della vita di corte, si ritirò nella sua tenuta a Shining, dove tradusse in lingua cinese i principali testi del buddismo Mahāyāna. La sua rinuncia agli incarichi di corte fu vista come un affronto all'imperatore e gli costò la pena capitale nel 433. Venne sepolto a Guiji, tra le montagne a lui care.

## L'opera
I pochi scritti sopravvissuti di Xie Lingyun testimoniano la sua grandezza in merito alla poesia naturalistica, un genere tipicamente cinese di cui fu massimo esponente assieme a Ban Zhao e Tao Yuanming. In campo filosofico fu il laico buddista più erudito del suo tempo ed esercitò una grande influenza sulla sinicizzazione del Buddismo. Egli fu in grado di sintetizzare i concetti buddisti con gli insegnamenti confuciani e taoisti, un lavoro che gli permise di tradurre e reinterpretare i principi cardini della religione rivolti al contesto cinese.